# Ita
Ita (Smith Sound Eskimi, Polarni Eskimi, Avanersuarmiut, Inughuit, Arktički gorštaci, en. Arctic  Highlanders), Eskimsko pleme sa zapadnog Grenlanda.

## Tradicionalni život
Pleme Eskima između 76° i 78° 18' zemljopisne širine, na zapadnom Grenland. Njihovo glavno selo (Etah), po kojem su i dobili ime, nalazi se u fjordu Foulke; njihova glavna lovišta su Whale i Wolstenholme sounda. Kada ih je Ross prvi put posjetio 1818. nisu posjedovali ni kanue ni strijele. Umijeće izrade kajaka, davno zaboravljeno, uveli su nakon 1873. doseljenici sa otoka Baffin, koji su došli preko zemlje Ellesmere. Love tuljane, njihovu glavnu hranu, na velikim ledenim santama i morževe na rubovima leda koji je još pričvršćen za obalu, Eskimi ovaj ekosustav nazivaju  “Sinaaq” (en. floe edge), a ljeti u planinama ubijaju karibue. Žive u gotovo potpunoj izolaciji, bez soli, s jedva ikakvim tvarima biljnog podrijetla, u najsjevernijoj klimi naseljenoj ljudskim bićima, nemaju hrane osim mesa, krvi i sala; nikakve odjeće osim kože ptica i životinja. Populacija 1854. godine, prema Kaneu, 140; 1884. godine, prema Nourse, 80; Peary je nabrojao 253 1895. godine, zbog bolesti smanjen na 234 1897. Njihova sela i mjesta za kampiranje u raznim vremenima su: Akpan, Anoatok, Etah, Igludahoming, Igluduasuin, Ikalu, Imnangana, Iterlesoa, Itibling, Kana, Kangerdluksoa, Kangidli, Karmenak, Karsuit, Kiatang, Kingatok, Koinsun, Kukan, Navialik, Netlek, Nutun, Pikirlu, Pituarvik, Sarfalik, Udluhsen, Umana i Uwarosuk.
Danas su poznati kao Inughuit, a govore jezikom inuktun,